# Buchbach (Oberbayern)
Buchbach er en købstad (markt) i Landkreis Mühldorf am Inn i den østlige del af regierungsbezirk Oberbayern i den tyske delstat Bayern.

## Geografi
Buchbach ligger i region Sydøstoberbayern i Bayerisches Alpenvorland midt i bakkelandet mellem floddalene til Vils i nord, og Isen i syd. Buchbach grænser til Landkreisene Erding og Landshut og ligger omkring 12 km nordøst for Dorfen, 20 km syd for Vilsbiburg, 21 km vest for Neumarkt-Sankt Veit og 25 km nordvest for Mühldorf. Der er omkring 63 km til München, 43 km til Flughafen München 43 km og til nærmeste banegård i Schwindegg er der 6 km , hvorfra der er regelmæssig forbindelse på SüdostBayernBahn
Ud over Buchbach ligger i kommunen landsbyerne Felizenzell, Ranoldsberg og Walkersaich

### Nabokommuner
- Dorfen
- Taufkirchen (Vils)
- Velden (Vils)
- Wurmsham
- Oberbergkirchen
- Schwindegg